# Trini Tinturé
Trinidad Tinturé Navarro, conocida como Trini Tinturé (Lérida, 6 de agosto de 1935-17 de enero de 2024) fue una historietista e ilustradora española. Su trabajo tiene un lugar destacado en la historia del cómic del siglo XX. Ha trabajado fundamentalmente para el mercado exterior. Se ha especializado en cómics dirigidos a niñas y adolescentes, entre los que destaca Emma es "encantadora" (1981), su obra más representativa en España, creada en colaboración con el guionista Andreu Martín.

## Biografía
Trini Tinturé nació en 1935, en los albores de la guerra civil española. Su familia, de seis miembros, vivía de los ingresos de su padre, que tenía un taller de carpintería.
Desde muy pequeña mostró afición al dibujo y, a pesar de su formación autodidacta,
En 1955 fue galardonada con 1.ª medalla de dibujo artístico del Círculo de Bellas Artes de su ciudad natal.
Dos años después marchó en tren a Barcelona, donde residía una tía abuela suya. Allí no tuvo problemas para encontrar trabajo como historietista en pequeñas editoriales (Gráficas Soriano, Indedi), aunque también probó con la publicidad.
En 1960 consiguió entrar en Bruguera y desde ahí dio el salto al mercado exterior a través de su agencia Creaciones Editoriales. Sus cómics se publicaron en revistas de Alemania, Austria y el Reino Unido como "Biggi", "Jurtz", "Jamp Shop", "Tina" o "Twinkle". Entre sus series para el mercado exterior pueden destacarse Oh, Tinker! y Curly.
A partir de 1981 desarrolló con Andreu Martín y Francisco Pérez Navarro a los guiones su serie más popular, Emma es encantadora, para la revista "Lily".
En 2015 el 33 Salón Internacional del Cómic dedicó una exposición bajo el título "Autoras del cómic femenino en el franquismo 1940/1970" en el que se incluyeron sus trabajos.
En 2023 el 41 Salón Internacional del Cómic le concedió el Gran Premio Cómic Barcelona.

## Estilo
Armando Matías Guiu ha destacado la ternura de los dibujos de Trini Tinturé.

## Obra
| Años    | Título                     | Guionista                    | Tipo                       | Publicación                     | Editorial         |
| ------- | -------------------------- | ---------------------------- | -------------------------- | ------------------------------- | ----------------- |
| 1957    |                            |                              | Serial                     | Mercedes                        | Hispano Americana |
| 1957    |                            |                              | Serial                     | Trovador                        | Gráficas Soriano  |
| 1957    |                            |                              | Serial                     | Tres Hadas                      | Indedi            |
| 1957    |                            |                              | Serial                     | Mary Luz                        | Marco             |
| 1959    | El perfume de la felicidad | Trini Tinturé                | Historieta autoconclusiva  | Piluchi                         | Hispano Americana |
| 1961    | De riguroso incógnito      | Victoria Sau                 | Historieta autoconclusiva  | 17 años                         | Marco             |
| 196     | No molesten por favor      |                              | Historieta autonconclusiva | Selección Romántica             | Marco             |
| 1961    |                            |                              | Serial                     | As de Corazones                 | Bruguera          |
| 1963    |                            |                              | Serial                     | Celia                           | Bruguera          |
| 196     | Oh, Tinker!                |                              | Serie                      | Jurtz                           |                   |
| 1963    | Curly                      |                              | Serie                      | Twinkle                         |                   |
| 05/1965 | El verdadero amor          | Ralph Reagan                 | Historieta autoconclusiva  | Fans núm. 1                     |                   |
| 19      | Un sombrero para un hada   |                              | Historieta autonconclusiva | Lamp Shot                       |                   |
| 1981    | Emma es encantadora        | Andreu Martín, Pérez Navarro | Serie                      | Lily                            | Bruguera          |
| 1983    | Emma                       | Andreu Martín, Pérez Navarro | Serial                     | Joyas Literarias Juveniles/Azul | Bruguera          |
| 1985    | Violeta                    |                              | Serie                      | Lily Extra                      | Bruguera          |